# Medvežij
Medvežij (in russo Медвежий; in italiano "isola dell'orso") è un'isola della Russia nel mare di Okhotsk che fa parte dell'arcipelago delle isole Šantar. Amministrativamente appartiene al Tuguro-Čumikanskij rajon del kraj di Chabarovsk, nel Circondario federale dell'Estremo Oriente.

## Geografia
Medvežij è la più occidentale delle isole Šantar, è situata a 4 km dalla terraferma, separata dallo stretto di Ševčenko (пролив Шевченко). Si estende da nord-ovest a sud-est per una lunghezza di circa 14 km e ha una larghezza che varia dai 150 m ai 4,5 km, la sua altezza massima è di 233 m s.l.m.

## Storia
Tra il 1855 e il 1874, le baleniere americane ancoravano a sud di Medvežij per ottenere riparo dalle tempeste e rifornirsi di legname. Lo usavano anche come punto di sosta per inviare piccole baleniere a catturare le balene nel golfo della Uda e in quello del Tugur. La chiamarono Elbow Island.
Nella notte dell'11 ottobre 1858, la baleniera Phoenix, di Nantucket, sotto il comando del capitano Bethuel Handy, fu distrutta sul lato ovest dell'isola durante un temporale. Il Capitano Handy e circa una dozzina di uomini attraversarono lo stretto di Ševčenko ghiacciato e viaggiarono lungo la costa fino a Čumikan, alla foce del fiume Uda, dove i cacciatori indigeni li portarono nell'entroterra nell'insediamento militare russo di Udskoe, dove trascorsero l'inverno. Il primo ufficiale Charles Chester invece e il resto dell'equipaggio passarono l'inverno su Medvežij in una capanna costruita con legname e vele. Nel giugno del 1859, gli uomini di Udskoe andarono alla foce del fiume Uda, dove furono soccorsi dalla nave Java; il resto dell'equipaggio su Medvežij fu salvato da altre navi.